# Биела
За провинцията вижте Биела (провинция).
Биѐла (на италиански: Biella, на пиемонтски: Bièla) е град и община в Северна Италия, административен център на провинция Биела в регион Пиемонт. Разположен е на 420 m надморска височина. Към 1 януари 2023 г. населението му е 42 619 души, от които 3691 са чужди граждани.
Градът е разположен в подножието на Биелските Алпи и съществуването му е засвидетелствано още през Ранното средновековие. По-късно доминиран от епископите на Верчели, през 1379 г. преминава в ръцете на Дом Савоя. През XIX век преживява голямо градско и индустриално развитие, като бързо става известен със своята текстилна промишленост.
Има множество исторически и художествени свидетелства за миналото на града; сред най-важните са баптистерият, катедралата, камбанарията на Св. Стефан и множество вили и дворци. Историко-архитектурното  наследство, съчетано с природния резерват Парк „Бурчина“, представлява атракция за хиляди туристи. Друга атракция е светилището на Мадоната на Оропа, което е свързано с кабинков лифт до планината Мукроне, където е възможно да се практикуват спускане и ски бягане.
От 2019 г. е Творчески град на ЮНЕСКО за народни изкуства и занаяти.  Обявен е за алпийски град на 2021 г.

## География, административно деление и население
Биела се намира в подножието на Биелските Алпи – част от Пенинските Алпи, в центъра на планински вериги, богати на извори (Масив Бо, планините Мукроне с езерото Мукроне и Камино, сърцетвината на тази част), които захранват потоците Елво на запад от града и Оропа и Черво на изток.
Граничи със следните 17 общини: Пондерано, Окиепо Инфериоре, Толеньо, Галянико, Пралунго, Ронко Биелезе, Окиепо Супериоре, Полоне, Виляно Биелезе, Кандело, Дзумаля, Андорно Мика, Сордеволо, Петиненго, Саляно Мика, Кампиля Черво и Фонтенмор. Отстои на 61 км от Торино, 89 км от Милано и 143 км от Генуа.
Има следните подселища (на италиански: frazioni): Барацето, Киаваца, Колма, Косила Сан Джовани, Косила Сан Грато, Фаваро, Оропа, Павиняно, Вандорно и Вальо.
Най-известните градски квартали са Център, Пиацо, Рива, Оремо, Сан Паоло-Мазароне-Спортно селище, Вернато и Селище Ламармора. 

## Топоним
Топонимът, засвидетелстван за първи път в документ от 10 юли 826 г. като „Буджела“ ("Bugella"), изглежда, че е от предримски произход. Всъщност той не е от латински произход, а е латинизираната форма на съществуващо преди това име. В документите се среща и формата "Bujella". 
В началото на своите „Мемоари“ Мулатера припомня мнението на някои, които го извличат от „Брутицела“ поради резиденцията, която заговорникът срещу Цезар – Децим Брут уж е имал там. В „Giunte del Ms. Torinese I“ той спори с монсеньор Дела Киеза, според когото името на Биела произлиза от растението „бреза“, по народному „biolla“. Дж. Б. Модена пък смята, че то идва от Брутио Романо – генерал, победен от Ханибал.
Абат Густаво Авогадро го извежда от „Биел“ – келтския и скандинавски бог на растителността. Коренът BUG на името "Budella" може да бъде проследен до индоевропейския корен BHAG или BAG, който показва дървото „бук“. Според фонетична еволюция, регулирана от определени закони, са добавени специфичните за отделните езици наставки на съществителните имена. Следователно, с изключение на Гърция, във всички други региони на Северна, Централна и Южна Европа, от най-далечната древност до днес, този корен винаги е обозначавал дървото „бук“. Следователно „Буджела“ би било името на местност, където това дърво расте по особен начин, в обширни гори.

## История

### Произход на града
Праисторически находки свидетелстват за присъствието на неандерталски ловци/събирачи в района на Биела между 120 000 и 35 000 г. Разумният човек вместо това се появява в Късния палеолит, преди около 35 000 г., както се потвърждава между другото от някои находки в Брик Бурчина (днес на границата между общините Биела и Полоне). Наличието на протоисторическо селище, датиращо от Бронзовата и Желязната епоха, също е документирано на това място Лигурското и келтското население могат да бъдат свързани с тези находки.
Мината Витимули се установява по териториите на района на Беса (равнината Биела) и експлоатира златните находища, които след заледяването се разтварят в потока Елво. Тази експлоатация продължава и в римско време и все още продължава, макар и като просто хоби.
На хълма, където се намира сегашният природен парк Бурчина, през 1959 г. са намерени работни инструменти и бижута от галско поселище от Желязната епоха, което свидетелства за древния произход на Биела.

### Римско време
По времето на римската власт и експанзия Биела вече е процъфтяващ град. Около IV-V век в Биела се формират първите християнски ядра. Спомените за варварските нашествия са до голяма степен унищожени и за да се разберат условията на Биела в това смутно време, трябва да се стигне до падането на лангобардското владение. Най-красивият паметник на Античността и на престижа в Биела от това време е неговият баптистерий.

### Средновековие
Най-старият писмен документ, в който се споменава името на града („Буджела“) в официален текст, е грамота от 10 юли 826 г. на императорите на Свещената Римска империя Лудвиг Благочестиви и Лотар I. Става въпрос за тяхното дарение на „Двора на Биела“ в пагус Витимули на техния пратеник граф Бозон Стари. Друг документ – от 882 г. свидетелства за друго прехвърляне на Биела – от Карл III Дебели на епископа на Верчели.
През X век градът е доминиран от алемани, лангобарди и франки, които построяват първите отбранителни стени. От този период са останали само баптистерият и камбанарията на църквата, посветена на Свети Стефан (днес името на сегашната градска катедрала), около която се разраства градът. В същия век Капитулът на Свети Стефан започва да упражнява влиянието си върху Биела, нетърпелив да установи властта си вместо епископското господство. Така той благоприятства автономното развитие на квартала, формиращ се около църквата „Свети Стефан“, като по този начин създава ядрото, даващо началото на комуната. Това състояние на нещата кара през 1160 г. епископ Угучоне да основава нов град в местността Пиацо на по-високо разположение. Пиацо – средновековно селище, което представлява горната част на Биела, се смята за сърцето на града и до XIX век е седалище на кметството. Вътре в селището човек може да се наслади на типични средновековни архитектурни изяви като пл. „Чистерна“ и църквата „Свети Яков“ от XIII век. Селището днес е свързано с останалата част на града с множество пътеки и пътища, както и с релсова линия.
Общинската организация според устава от 1245 г. е от четирима консули в правителството (от които първият, най-възрастният, винаги се квалифицира като Киаваро), Съвет на общинските съветници и значителен брой подчинени длъжностни лица. През 1357 г. подестите, които представляват централната власт, се появяват редовно заедно с Киаварите и Консулите, които представляват общинската власт.
По време на битките между гвелфите и гибелините на Верчели Биела постоянно е на страната на епископа, но избирането на Джовани Фиески за епископ през 1348 г. прекъсва завинаги добрите отношения между епископството и комуната. 
Между XIV и XV век има многобройни сблъсъци между Висконти и Савоя за завладяване на района на Биела. През 1377 г. градски бунт, воден от каноника Ардицоне Кодекапра, слага край на господството на епископите на Верчели, с последвало подчинение на Дом Савоя. През 1379 г. градът е под властта на Амадей VI Савойски – Зеленият граф за период от тридесет години. 
XV век е период на съвършено спокойствие, с изключение на кратката, предимно съдебна борба между Биела и Андорно за седмичния пазар.

### XVI – XIX век
През XVI век Биела е включена в общия дискомфорт на Пиемонт поради редуващата се окупация на французи и испанци. През 1527 г., за да избегне грабежа на Филипо Торнели ди Бриона, Биела трябва да плати 600 скуди и 31 партиди хляб. Градът обаче впоследствие е окупиран за постоянно от войските на маршала на Франция Шарл I дьо Косе, граф на Брисак. Едва победата при Сен Кентан (10 август 1557 г.) връща Биела обратно под властта на Савоя.
През 1500 – 1551 г. е построена църквата и клоатър „Св. Себастиан“.
Чумата взима много жертви както в града, така и в цялата област. Сред най-известните епидемии, запомнени от историята, са тези от 1522 и 1599 г. През 1630 г. Биела остава невредима чрез застъпничеството на Мадоната от Оропа.
По време на периода на регентство на Мария Кристина Бурбон-Френска, и по-точно през 1641 г. принцовете Маврикий и Томас Франциск Савойски откриват монетния двор в Биела и секат монети с много лошо качество. След това монетите са изтеглени. След като е подписан мирът от 1642 г., Биела отново е окупирана от французите през 1704 г., но не претърпява сериозни щети, освен наложените от войната. Битката при Торино я освобождава отново:  през 1706 г. героичният войник от Биела Пиетро Мика спасява град Торино и следователно Биела от френското нашествие с цената на живота си
На 1 юни 1772 г. , при Карл Емануил III Савойски, е издигната епархията на Биела.
През 1798 г. Биела е окупирана от френските републиканци с одобрението на либералите от Биела, които се надяват на проспериращо и безконфликтно бъдеще. На площада на църквата „Св. Стефан“ е издигнато Дървото на свободата (символ на Френската революция).  
След битката при Маренго (14 юни 1800 г.) градът е анексиран от Франция. Виенският конгрес (1 октомври 1814 г. – 9 юни 1815 г.) го връща на Савойската династия.
На 8 май 1859 г. Биела е окупирана за кратко от австрийски войски, които пристигат в града, изтощени от умора. Те са принудени да го напуснат под натиска на Джузепе Гарибалди, който пристига там на 18 май. Така се навлиза в сърцевината на Рисорджименто и събитията от Биела се разтварят в славния епос, който сред главните действащи лица включва двама знаменити нейни съграждани – Алфонсо Ламармора и Куинтино Села.  
В 50-те години, изминали от периода на Рисорджименто до идването на фашизма, няма важни събития.

#### Пътят на вълната
През 1849 г. покрай бреговете на потока Черво Масимо Села закупува сграда близо до моста Киаваца, в която се помещава фабриката за хартия Робиоло от 1796 г. и чийто воден напор вероятно е бил използван от мелница от XIII век и премества мелницата за вълна там от Мосо, където през 1816 г. Пиетро Села въвежда иновацията на „водното колело“ за управление на становете. Около 1836 г.  вече има около десет мелници за вълна, които използват хидравлична енергия в района на Биела: в същия град има две мелници за вълна - Амосо и една Босу.
Около 1840 г. старата вълнена индустрия изчезва и всички занаятчии стават работници в новите мелници за вълна, но все още има домашни станове, към които индустриалците прибягват в периоди на повишено производство и особено по време на чести стачки.
През 1859 г. Биела е освободена от обсадата на австрийските войски от Джузепе Гарибалди. След Указ „Ратаци“ става столица на едноименния окръг в провинция Новара. Става част от провинция Верчели през 1927 г., като окончателно се превръща в автономна провинция през 1992 г.
С въвеждането на новите механични станове (първият въведен в Биела е Smith, последван от Crompton, след това през 1870 г. от Hartman и през 1880 г. от Schöner) се ражда първата модерна мелница за вълна с обработка на вълна, които продължават традиция, датираща от повече от петстотин години по-рано, ако вземем предвид, че още през 1245 г. Гилдията на вълнаджиите и тази на тъкачите са включени в устава на Биела.
Процесът на индустриализация протича бавно през XIX век, а работниците, заети в производството на вълна, се увеличават от 6500 на 7339 души от 1864 до 1891 г. – растеж, който изглежда скромен, но се случва в период, в който въвеждането на механиката на станове създава по-ниска нужда от работна ръка за същия продукт. В началото на двата века той отбелязва бум и през 1907 г. вече има 15 068 работници.

През XIX век детският труд е често срещан във фабриките, понякога предпочитан пред този на възрастни работници, защото са платени 3-4 пъти по-малко и имат по-слаба връзка със собствениците. В крайна сметка са наемани деца на 7, а понякога и на 5 години, а бригадирите често ги малтретират. Условията на работа са непосилни: фабриките са ниски, влажни, прашни, слабо осветени, въздухът е наситен с изпарения на дразнещи вещества. Мъжете работят по 12-14 часа на ден. Трудовите злополуки са много чести. Във фабриките са наети и много работнички, които могат да станат жертва на домогванията на майсторите и на собствениците.
- Вълнена фабрика „Биела“
- Вълнена фабрика „Босу“
- Вълнена фабрика „Боцала“
- Вълнена фабрика „Села“
- Бивша вълнена фабрика „Тромбета“

### Втора световна война
През Втората световна война Биела – един от опорните градове на Съпротивата в Пиемонт, е сцената, със своите хълмове и планини, които я заобикалят, превръщайки я в непревземаем анклав, на интензивни партизански битки.
Мястото за възпоменание на партизанската съпротива срещу наци-фашизма е Вила „Шнайдер“ – историческа сграда, която по-късно става седалище на общински отдел и постоянна зала за възпоменание, създадена в памет на събитията, случили се в района на Биела от 1943 до 1945 г.
През 1943 г. градът е окупиран от германците. Командването на нацистко-фашистките войски се установява в Хотел „Принчипе“, а СС завладява Вила „Шнайдер“. На 22 декември 1943 г. са разстреляни шестимата заложници, заловени след партизанска акция. На 4 юни 1944 г. 22 партизани са разстреляни на пл. „Куинтино Села“. 
По време на нацистко-фашистката окупация в Биела, от 1943 до 1945 г., са реквизирани големи количества материали и текстилни продукти. На 24 април 1945 г. градът е освободен от партизаните.

### Последни години
В последните години на Втората световна война Биела е жизненоважен център за производството на автомобили Пиаджо, който премества своите фабрики в пиемонтския град от Понтедера, изложен на риск поради бомбардировките на войските на Нацистка Германия, бягащи на север. Именно тук през 1944 г. е проектиран Паперино – прототипът на прародителя на Веспа, от който произлиза един от най-разпространените модели моторни скутери през следващите години.
В още по-нови години и в областта на телевизията, благодарение на работата на предприемача Джузепе „Пепо“ Саки през 1971 г. се ражда Телебиела – първата безплатна италианска телевизия и първият частен оператор, разбил монопола на Rai (разпространителят на Саки след това фалира през 80-те години, но по-късно е прероден под друга собственост).
Впоследствие мебелната фабрика Биела Аяцоне също е друг важен герой в развитието на местната телевизия.

## Икономика
Икономиката на Биела и района на Биела е традиционно свързана с текстилния сектор и по-специално с този на вълната. Обработката на вълна има древен произход и прогресивно се развива, определяйки икономическата структура на района, с големи и важни компании в сектора, сред които си струва да се припомни значението, което все още имат, макар че отчасти вече не са в ръцете на Биела, групата „Ерменеджилдо Дзеня“, вълнената фабрика  „Витале Барберис Канонико 1663“, групата „Вълнена фабрика братя Черути“, Фила и Филатура Полоне – последната компания, регистрирана на Миланската фондова борса, единствената индустриална компания в Биела и нейната провинция, заедно с финансовия холдинг Боргосезия. 
Що се отнася до занаятчийството, е важна местната обработка на ковано желязо, насочена преди всичко към производството на мебели. Пример е мебелната фабрика „Аяцоне“.
Биела също е дом на исторически компании в други сектори като Банка „Села“ – една от основните италиански частни банки, основана през 1886 г. по инициатива на Куинтино Села.
Менабреа – една от най-старите италиански пивоварни, основана през 1846 г. 
Tua Ski – производител на ски, също е от Биела. През 1746 г. в този град е основана компанията Авандеро за транспорт на текстилни продукти.

## Забележителности

### Религиозна архитектура
- Черната Мадона в Светилището на ОропаСветилище на Оропа (Santuario di Oropa): на 12 км от града, голямо място за поклонение – дестинация за поклонения пред Дева Мария (Черната Мадона).
- Катедрала „Свети Стефан“ (Cattedrale di Santo Stefano): в центъра на града, отдясно на Баптистерия. Строежът ѝ стартира на 3 март 1402 г. от майстор Джовани Бори. Посветена е на Света Мария Маджоре и на Свети Стефан – покровителят на града. Тя е в готически стил с три нефа, разделени от стълбове с кръстовидна основа. С оживални дъги, оребрени сводове и осмоъгълен купол.
- Баптистерий (Il Battistero): една от най-характерните сгради на романско-лангобардското изкуство, построен през втората половина на X век върху останките на римско гробище. Сградата с квадратен план има долната част, съставена от четири полукръгли апсиди, разделени на три части с изпъкнали ребра, всяка увенчана от дванадесет малки ниши, които създават силно ефектно светлинно движение. Горната част е оформена от осмоъгълен тибурий (обвивка на купола), увенчан със слепи ниши и с малък квадратен фенер, отворен от всичките четири страни с прозорци с колони и увенчан с малък железен кръст от XII век, открит по време на реставрациите от 1913 г. Зидарията е направена предимно с възстановен римски материал. Интериорът има стенописи от XIII век. Характерен е барелефът, включен в люнета на входната врата: той датира от II век и представя Херкулес като дете и путо.
- Романска камбанария (Campanile di Santo Stefano): останка от старата църква „Свети Стефан“ от V век, разрушена през 1872 г., която се е намирала отляво на Баптистерия. Има девет нива, шест от които са с двойни ланцетни прозорци и два с единични ланцетни прозорци, увенчана от тънка осмоъгълна пирамида и четири теракотени зъбци.
- Църква на Пресветата Троица (Chiesa della SS. Trinità): зад катедралата, от 1626 г,, с фасада гледаща към ул. „Италия“. Датира от 1626 г., но фасадата  ѝ е преустроена през 1956 г. Състои се от един неф, украсен с барокова щукатура от Б. Гуелпа, стенописи от Винченцо Костантино (1640) и Анселмо Аласина и със скъпоценна едикула, поставена на главния олтар, дело на Джовани Антонио Вальо (1682).
- Църква и клоатър „Свети Себастиан“ (Chiesa di S. Sebastiano): построена по заповед на Себастиано Фереро от Биела, генерал на финансите на Лудовико Мария Сфорца, и на неговите синове, кардиналите Джовани Стефано, Бонифачо и Агостино, епископ на Верчели. Полагането на първия камък е през 1500 г. и е извършено от Джовани Стефано Фереро, бъдещ кардинал на Болоня. Реставрирана е през 1866 – 1867 г. Оригиналната фасада, прекрасна в своята простота, украсена с теракотени плочки, пинакли и вентароли с герба на Фереро, е заменена през 1885 г. с настоящата, с много съмнителен вкус, проектирана от геодезиста Андреа Бона от Верчели. В десния трансепт са гробниците на сем. Ла Мармора, като тези на генерал Алфонсо Ла Мармора и Алесандро Ла Мармора – основател на Берсалиерите. Бюстът на генерал Алберто Ла Мармора е от Винченцо Вела. Статуите на входната врата на гробниците, изобразяващи Вярата, Надеждата и Милосърдието, са от Табачи. В крайния параклис на десния неф е панелът на Успение Богородично, шедьовър на Бернардино Ланино (1543 г.). Съхранява отлични картини на художници от Пиемонт, включително Родолфо Моргари („Пророк Даниил“ – стенопис на перките на купола, датираща от 1866 г.). В клоатъра „Свети Себастиан“ се помещава Териториалният музей, който показва находки от римски некропол, керамика и картини, предимно от последните два века.[26]
- Църква „Свети Филип“ (Chiesa di S. Filippo): построена през 1789 г. по проект на архитекта Карло Черони, вдъхновен от този на църквата „Сан Филипо“ в Торино, проектиран от Филипо Ювара. Първият камък е положен на 21 март 1789 г. През 1800 г. е завършена, но е осветена едва на 25 май 1827 г.
- Енорийска църква „Свети Касиан“ (Chiesa Parrocchiale di S. Cassiano): построена през XII век и преустройвана на няколко пъти. Заслужава да се спомене красивата едикула на главния олтар, дело на резбари от Биела от началото на XVIII век.
- Църква „Св. Франциск от Асизи“ (Chiesa di S. Francesco d'Assisi (Ospedale)): построена през 1942-1957 г. благодарение на щедростта на индустриалеца граф Еторе Барберис. Тя е в модернизиран романски стил, а трикорабният ѝ интериор е украсен с произведения на съвременни художници.
- Църква „Св. Яков“ (Chiesa di San Giacomo): в готически стил, построена в началото на XIII век и преустройвана на няколко пъти. Интериорът ѝ е с оформление на латински кръст с три кораба, разделени от здрави кръстовидни стълбове, с кръгли арки и осмоъгълен купол. Седалките за хора са дело на занаятчии от Биела от XVII век; на лявата стена има триптих от Даниеле Де Бозис от 1497 г. с Мадоната на трон с Младенеца, светиите Яков и Готард и дарителя Джакомо Дал Поцо, ректор на град Биела. В левия кораб друго има друго ценно пано – „Мадоната между двама светци“.
- Манастир „Свети Геролам“ (Monastero di San Gerolamo): основан през 1512 г. от блажения Джовани Громо на хълма към Киаваца, и е прекрасен пример за ренесансова архитектура в района на Биела. Състои се от клоатър с два реда лоджии и еднокорабна църква (първоначално с латински кръст). Вътре има дървен хор и множество живописни декорации от Ломбардската школа. През 1864 г. комплексът е закупен от сем. Села.

- Светилището на Оропа
- Старата базилика в Светилището на Оропа
- Катедрала „Св. Стефан“
- Романски баптистерий
- Камбанария „Св. Стефан“
- Базилика „Св. Себастиан“ и нейната камбанария
- Църква „Пресвета Троица“
- Църква „Св. Яков“

### Градска архитектура

#### Пиацо (Горна Биела)
Туристически интерес представлява и самият град Биела с неговото историческо ядро Пиацо (Piazzo), богато на средновековна атмосфера и ценни сгради от XV и XVI век: пример е Палацо Чистерна, разположен на едноименния площад.
- Дворец „Чистерна“ (Palazzo della Cisterna): построен към края на XVI век, където са се намирали къщите на техните предци, от братята Дал Поцо: Карло Антонио, архиепископ на Пиза, Фабрицио, граф на Пондерано, Лодовико и Джакомо. Преустройван е няколко пъти: фасадата с портал и каменен балкон е добавена в края на XVI век, а стълбите за достъп са от по-ново време. Теракотените рамки и ленти, които украсяват дясната страна на сградата, и островърхите арки са средновековни. Римските бюстове, които стърчат от счупените фронтони на втория етаж, са в ренесансов стил. Вътре има фрески с митологични и римски сюжети и монументална камина от XVII век. През 1821 г. дворецът е лишен от своите мебели, гоблени и картини след осъждането на принц Емануил Дал Поцо дела Чистерна, компрометиран във въстаническите брожения.
- Портици на Пиацо (Portici del Piazzo): пл. „Чистерна“, която носи името си от едноименния дворец, е заобиколена от характерни средновековни портици, изградени в модули от две травеи с каменни капители и теракотени лентови декорации.
- Дом на Плащаницата (La Casa del Sindone): характерна сграда от XV век. На входната врата има стенопис с Пресветата Плащаница, държана от Св. Филипо Нери.
- Дворец „Скаля“ (Palazzo Scaglia): някогашен дом на сем. Скаля от XVI век. От северната страна на сградата той запазва теракотена лента и дизайни със светлосенки на син фон.
- Дворец „Фереро Дела Мармора“ (Palazzo Ferrero Della Marmora): историческият дом на великото семейство, дало на страната видни мъже в сферата на религията, политиката и военното дело, князе на Масерано. Елегантната осмоъгълна кула, пристроена към него, е от XV век. Сградата е преустроявана няколко пъти, тъй като в следващите периоди е използвана за различни цели: през втората половина на ХIХ век като водолечебно заведение, след това става общинска собственост, използвана е като военен оздравителен дом и по-късно е казарма.
- Дворец „Громо Лоза“ (Palazzo Gromo Losa): днес модерен изложбен център, но също така и оригинален център на културни и социални проекти, собственост на фондация „Спестовна каса Биела“, която придобива имота през 2004 г., насърчавайки пълното му възстановяване .С модерна мултимедийна аудитория, много голяма професионална кухня, голяма панорамна тераса и прекрасна италианска градина, посветена на розите.
- Къщата върху дървените летви (Casa su travi in legno) на пл. „Куко“: един от последните примери за този тип къща, разпространена в цяла Средновековна Европа, със смесена структура от дърво и измазани тухли. Тези домове често са имали сламени покриви, което ги е правело лесно запалими.
- Релсова линия (Funicolare): разположена на мястото, където някога е бил манастирът на Антонианците, тя е построена през 1885 г. по проект на инж. Вакарино и се задвижва от хидравлични сили. По-късно е адаптирана да работи с електричество. Тя се опира на двадесет и осем колони, най-високата от които е с размери 9 m.

- Пиаца дела Чистерна с двореца „Чистерна“
- Дворец „Чистерна“
- Портиците на пл. „Чистерна“
- Дворец „Фереро“
- Кулата на Дворец „Фереро“
- Дворец „Громо Лоза“
- Къщата върху дървените летви
- Дом на Плащаницата
- Релсовата линия, свързваща Долна Биела с Пиацо

#### Долна Биела
- Палата на Индустриалния съюз (Palazzo dell'Unione Industriale): oт особен интерес по отношение на архитектурата, пример за стил Литорио,[27] проектиранa от Никола Мосо, и модерният Палацо Болиети – дом на културен център.
- Дворец „Ронко“ (Palazzo Ronco) е построен през 1925 г. по план на торинския архитект Готардо Гусони в неоготически стил.
- Порта „Тораца“ (Porta Torrazza): издигната от Община Биела през септември 1780 г. в чест на четирите посещения на кралското семейство на Савойския дом, последното от които е това на Виктор Амадей III и съпругата му Мария Атония Бурбон-Испанска с дъщеря им принцеса Мария Каролина. В горната част на портата, от двете страни на герба на Савоя, има следният надпис: „Victorii Amedei III° Sardiniae Regis“ („Виктор Амадей III, крал на Сардиния“).
- Порта „Адорно“ (Porta dell'Adorno): построена през първата половина на XIV век, когато градът е укрепен от епископ Ломбардо дела Торе. Оборудвана е с мощни отбранителни съоръжения и плъзгащи се решетки. В частта, обърната към площада, са изрисувани гербът на сем. Скаля и Светата плащаница.
- Порта „Гиара“ (Porta di Ghiara): древна средновековна градска порта, построена, когато епископите на гибелинско Верчели бягат в Биела, град на гвелфите. От лявата страна е останала част от зъбците.
- Дом „Масерано“ (Casa Masserano) на ул. „Рокета“: от XV век и има фасада, изпълнена с теракотени плочки с интересни фрески, включително изображението на дивак с тояга.
- Фабрика „Маурицио Села“ (Fabbrica Maurizio Sella): комплексът от фабрики за вълна се ражда върху структури, вече част от хартиената фабрика „Мондела“ (XVI век), след това трансформирана във фабрика за предене на коприна от Конгрегацията на светилището на Оропа (1695), модифицирана през XVIII век до фабриката за вълна от 1838 г. Вътре е домът на Куинтино Села. Днес в част от комплекса се помещава Фондация „Села“.
- Фонтанът на Мойсей (Fontana del Mosè): на площада пред катедралата. Статуята е поставена там през 1885 г.
- Фонтанът на мечока (Fontana dell'orso): в най-старите обществени паркове в града, построен през 1875 г. и кръстен на ботаника от Биела Маурицио Дзумалини (1804-1865). Изобразяващ мечка, символът на Биела.

- Палата на Индустриалния съюз
- Дворецът „Ронко“ на картичка от 1946 г.
- Порта „Тораца“
- Порта „Гиара“
- Дом „Масерано“
- Фонтан на мечока

### Паркове в близост
- във Вал Черво: Оазис „Дзеня“ и ски центъра на Вельо (близо до Триверо), достигнат от държавния път 232 Панорамика Дзеня (Strada statale 232 Panoramica Zegna)
- Парк „Бурчина“ – природен резерват със защитена флора
- Територия „Ла Беса“
- Регионален природен резерват „Деле Барадже“ – зелена зона, която заобикаля югоизточната част на града
- Ричето ди Кандело – средновековно селище.

## Култура и образование
Град Биела става творчески град на ЮНЕСКО през октомври 2019 г. След като се превръща в столица на модерното изкуство (Cittadellarte-Fondazione Pistoletto), през 2016 г. тя е потвърден като Столица на вълната.

### Образование[28]
- 13 държавни и 6 частни детски градини
- 12 държавни и 1 частно начално училища (от 1-ви до 5-и клас вкл.)
- 5 средни държавни и 1 частно училище  от първа степен (от 6-и до 8-и клас вкл.)
- 15 държавни гимназии и техникум
- Различни клонове на Университета на Източен Пиемонт, Торинския университет и Политехническия университет на Торино.

### Библиотеки
В Биела има различни библиотеки, някои от които са:
- Градска библиотека
- Библиотека „Джузепе Валето“ на Биелския индустриален съюз
- Епархийска библиотека на Епископската семинария, основана през 1823 г.[30]
- Био-медицинска библиотека, основана през 1938 г.
- Библиотека на Института за индустриални системи и технологии за изследване и експериментиране на вълната „Оресте Ривети“, основана през 1969 г.[31]
- Библиотека на Фондация „Села“
- Библиотека на Държавния архив, основана през 1967 г. и част от Библиотечния център „Биела“[32]
- Библиотека на Камарата на труда и синдикален документационен център, основана през 1981 г.
- Библиотека на Светилището на Оропа

### Музика
Всяка година около края на октомври се провежда фестивалът на Биела, организиран от Артистична асоциация ,АниВерди“, който привлича автори-изпълнители от цяла Италия и извън нея. Събитието, вече в своето двадесето издание, придобива все по-голямо значение. В продължение на три години е подкрепян от Biella Festival Music Video – събитие, запазено за независими музикални видеоклипове.

### Театър
- Социален театър „Вилани“ (Teatro sociale Villani): открит в началото на 19 век от братята Вилани, принадлежащи към семейство, доста известно в културната среда на Биела. Първото му седалище е проектирано от придворния архитект Фабрицио Севеси, трансформирайки съществуваща сграда, разположена в Биела. Поради забележителната активност на публиката обаче става необходимо да се построи по-голям театър, който е завършен през 1875 г. на сегашното му място на пл. „Мартири дела Либерта“ от инж. Джузепе Болати. След пожар, възникнал през нощта на 16 август 1892 г.,  театърът трябва да бъде частично възстановен. Последните реставрации датират от 2002 г. и включват привеждане на сградата в съответствие със стандарта. Дейността на театъра поддържа висок качествен профил във времето и все още се характеризира като важно присъствие в италианската театрална панорама.[34]
- Трупата на Театър „Стабиле“ – историческа, създадена от Джани Францои през 50-те години на 20 век (той има много важни участия в RAI и швейцарската телевизия) и от 1997 г. ръководена от Ренато Яни, режисьор и драматург на Школата по драматургия на Едуардо Де Филипо. Заедно с великия неаполитански майстор той пише „Шепа с вода“ и си сътрудничи при писането на „Театрални лекции“.
- Активен в района от 1989 г. е Театър „Пататрак“, който през 2002 г. става Асоциация „Архипелаг Пататрак“, който управлява Образователния театрален център. Грижи се за проекти, интервенции, обучение, представления, а също и за театрална школа, разделена на различни образователни и методически нива за деца, юноши и възрастни.
- ARS Teatrando (Асоциация за изследвания и развлечения) – асоциация и театрална компания, основана през 1988 г.

### Медии
Биела винаги е била в челните редици на света на телевизията. Телебиела (Telebiella) е родена през 1972 г. и е една от първите телевизионни станции, които разбиват монопола на RAI. След острата реакция на италианското правителство, което премахва телевизията, Телебиела предприема тежка и успешна съдебна битка и успява да започне да излъчва отново. През 1992 г. окончателно фалира. През 1993 г. се преражда под името ReteBiella TV с новинарски емисии, мачове на живо на местния баскетболен отбор, както и новинарски емисии и някои предавания на RSI LA1 програми.

## Гастрономия
Биела е много известна с многото си традиционни пиемонтски храни и вина: 
- Макан (macagn) – вид сирене
- Мостарда – консерви от един или повече видове плодове, третирани в зависимост от рецептите със захар или мед, шира или горчица поотделно.
- Местен мед
- Сирена като Murtarat и Beddu
- Колбаси (Salam)
- Свинско с варени картофи
- Палета (Paletta) – вид наденица
- Оризова наденица

- Макан
- Мустарда
- Палета

Традиционни десерти:
- Сладки канестрели – плоски крехки бисквити с неправилна форма поради приготвянето им във формата на вафла с тъмнокафява шоколадова основа
- Хрупкавелки от Чаварин (croccanti del Ciavarin) с аромат на карамел, бадеми и портокалов цвят
- Миаше (miasce) – вид плосък хляб, приготвен от царевично брашно
- Пан д'Оропа (Pan d'Oropa), измислен през 1935 г. от жени в района, изпратен на войниците във войната на етиопския фронт. Днес е специалитет, който се приготвя в основните пекарни на града.[35]
- Полента конча (Polenta concia): традиционно ястие от традицията на Биела, променя се значително от област на област. Приготвя се с полента, масло и сирена тома и/или маканьо.

- Канестрели
- Полента конча

## Транспорт
- Пътища: градът се обслужва от държавния път Biellese 142, който в южната част е под формата на околовръстен път, който, свързан с околовръстен път (регионален път 142), свързва града от източния към западния околовръстен път (провинциален път 400 /а). Очаква се работата по Педемонтана Пиемонтезе да приключи през 2026/2027 г., започвайки от Биела и завършвайки в Романяно Сезия.

- ЖП транспорт: Гара „Биела Сан Паоло“, обща за железопътните линии Биела-Новара и Биела-Сантиа, се обслужва от междурегионални влакове и влакове на дълги разстояния, управлявани от Трениталия като част от договора за услуга, сключен с регион Пиемонт. Проектът за модернизация на целия участък Биела-Сантиа започва през 2019 г. и се състои в електрифициране на цялата линия. Работата започна през юли 2020 г. и приключва до края на 2021 г.[36]
- Релсова линия: свързва долния град с горния – квартал „Пиацо“
- Летища: Летище „Биела-Черионе“, на около 10 км от града, използва се за вътрешни или такива на средни разстояния
- Градски транспорт: автобусни линии, управлявани от компанията ATAP, която до 2018 г. управлява и релсовата линия до Пиацо, който след това е трансформиран в асансьор под наклон без оператор.[37]

## Болници
- Нова болница за болни (Nuovo Ospedale degli Infermi), открита през 2014 г. След някои неизползвани павилиони, от 2020 г. той също е център на някои университетски проучвания.
- Болница за болни (Ospedale Degli Infermi), известна още като Старата болница. Изведена от експлоатация през 2014 г. и впоследствие изоставена.
- Частна клиника „Ла Валарда“

## Спорт

### Баскетбол
Най-важният отбор в града е Палаканестро Биела – баскетболен отбор, който играе в Серия А1 до сезон 2012/13: на 24 май 2009 г., побеждавайки Рома в мач 5 от плейофите, достига до полуфиналите за първи път в историята на скудето-то, след което губи срещу Милан. Този резултат дава възможност на отбора да се състезава в Еврокупата между декември 2009 г. и януари 2010 г. През сезон 2013/14 Палаканестро Биела печели италианската DNA Gold Cup. През следващия сезон участва в Еврочалъндж 2014-15.

### Футбол
СА „Биелезе 1902“, който след професионално минало в серии C1 и C2 трябва да започне отново през 2009-10 от регионалните категории. През сезон 2008-09 постига директна промоция в Лега Про (бивша C2), но през лятото на 2009 г. някои корпоративни перипетии водят до неуспешна регистрация за шампионата и последващото изпадане в категорията Eccellenza за аматьори.

### Ръгби
Доста важен колективен спорт за града. Биела Ръгби, повишен в Серия B в края на сезон 2007/08, играе почетни шампионати в тази категория, работейки усилено с младежкия сектор върху чисто новото игрище със синтетична трева, построено в града – първата стъпка към изграждането на ръгби цитаделата. През сезон 2012/13 отборът печели шампионата на Серия B и участва в плейофите за достъп до Серия A2. През сезон 2017/2018 печели промоция в Серия А за първи път в историята си.

### Волейбол
Друг важен спорт за Биела. Водещ клуб е Биела Волей. След десет последователни сезона в B1 и няколко неуспешни промоции, през 2010/11 отборът играе в B2, четвъртата национална серия. 
През последното десетилетие има голям подем в женския сектор от Виртус – малък отбор от квартал „Киаваца“, който става основен играч в Серия B2: икономическите проблеми намаляват амбициите на клуба, който се самопропада в регионалните категории (Серия D) в края на сезон 2009/10. Впоследствие клубът продължава да работи само на младежко ниво, спечелвайки някои междупровинциални титли. 
В града е активен Палаволо Биела – консорциум, който се занимава основно с младежкия сектор с над 100 регистрирани спортисти, родени от споразумението за сътрудничество между Asd Virtus Chiavazza, Apd Villaggio Lamarmora, Apd Pietro Micca Biella и Asd Sprint Candelo; сега всичко е активно като СпринтВиртус и носи нови черн0-лилав екип. През последните години Virtus Chiavazza предприема нов курс и с името СпринтВиртус Биела печели шампионата на Серия D 2011/12 и по този начин постига място сред първите пет в двете следващи шампионати на Серия C. През сезона 2013/14 печели и Купата на Пиемонт за жени и след това се класира на трето място в последвалата Алпийска купа (състезание, в което участват клубовете победители в регионалните купи от Северна Италия). През сезон 2014/15 отборът на Биела отново стигна до финала на Купата на Пиемонт, след което е победен от отбора на Оледжо. На 3 юни 2015 г., в края на една вълнуваща поредица от състезания, Лоджистика Биелезе СпринтВиртус най-накрая постига нова промоция в националните шампионати, през сезон 2015/16 се състезава в Серия B2 и през сезон 2018/19 с името Виртус Биела печели промоция до B1 в плейофите. Сред отборите на СпринтВиртус Биела заслужава да се отбележи формацията, наречена СпринтВиртус Виладжо Ламармора, който печели Националните шампионати PGS през сезони 2012/13 и 2013/14, първо в категорията под 20 години и след това в свободната категория. Инфа СпринтВиртус (вторият отбор на този клуб, трениран от аржентинеца Карлос Луиджи Ди Лонардо, бивш старши треньор на националния отбор на жените в Аржентина) също печели шампионата в Първа дивизия 2013/14, като печели всичките 24 изиграни мача, като също така губи само един сет спрямо 72 вона; през 2014/15 участва в шампионата на Серия D, завършвайки, като новоповишен, с почетното пето място.

### Колоездене
Община Биела е домакин на пристигането на етап от Обиколката на Италия осем пъти – първият през 1963 г., последният през 2017 г. В шест случая финалната линия е поставена в Светилището „Оропа“.

### Автомобилизъм
Две исторически състезания от Формула Гран При се провеждат по улиците на историческия център на Биела през 1934 и 1935 г., като са домакини на пилоти от световна класа като Акиле Варци, Тацио Нуволари и Нино Фарина. Биела и нейната територия също имат големи традиции в областта на моторните състезания и там се раждат множество пилоти, които от ранните години на 20 век до днес се отличават на национално и международно ниво, особено в шосейните състезания. Сред тях са Антонио Бривио Сфорца, Карло Феличе Троси, Джовани Брако, братята Умберто и Клаудио Мальоли, Франко Перацио, Джампиеро Баня, Федерико Ормецано и Пиеро Лиати. Към днешна дата Пиеро Лиати е и последният италиански пилот, спечелил състезание от Световния рали шампионат, Рали „Монте Карло“ през 1997 г., зад волана на Субару Импреца WRC 97 от официалния отбор 555 Subaru WRT. Основното автомобилно състезание в района на Биела е рали дела Лана, което се провежда от 1973 до 2001 г. и което от 1982 г. е валидно за европейския шампионат. През последните години двигателите стартират отново в района на Биела, благодарение на два рали патрула и Rally della Lana Storico (валидно за Италианския шампионат).

### Спортни съоръжения
Стадион „Ламармора“ е домакин, освен на неделните мачове на Спортна асоциация „Биелезе 1902“, и на състезания по лека атлетика, организирани от Унионе Джовани Биела – един от историческите спортни клубове в града, и от FIDAL – Италианската федерация по лека атлетика, комитет на Биела и Верчели. Елена Романьоло, Валерия Рофино (родом от Биела), Фатна Марауи и Надя Еджафини – спортисти на международно ниво, също често тренират на същия стадион.

## Побратимени градове
- Каляри, Германия
- Вейхай, Китай
- Туркуен, Франция
- Арекипа, Перу
- Кирю, Япония